# Paracyphocrania
A Paracyphocrania a rovarok (Insecta) osztályának a botsáskák (Phasmatodea) rendjéhez, ezen belül a valódi botsáskák (Phasmatidae) családjához és a Phasmatinae alcsaládjához tartozó nem.

## Tudnivalók
A Paracyphocrania-fajokat korábban a Vasilissa nembe helyezték.

## Rendszerezés
A nembe az alábbi fajok tartoznak:
- Paracyphocrania lativentris típusfaj
- Paracyphocrania tecticollis